# Submarin

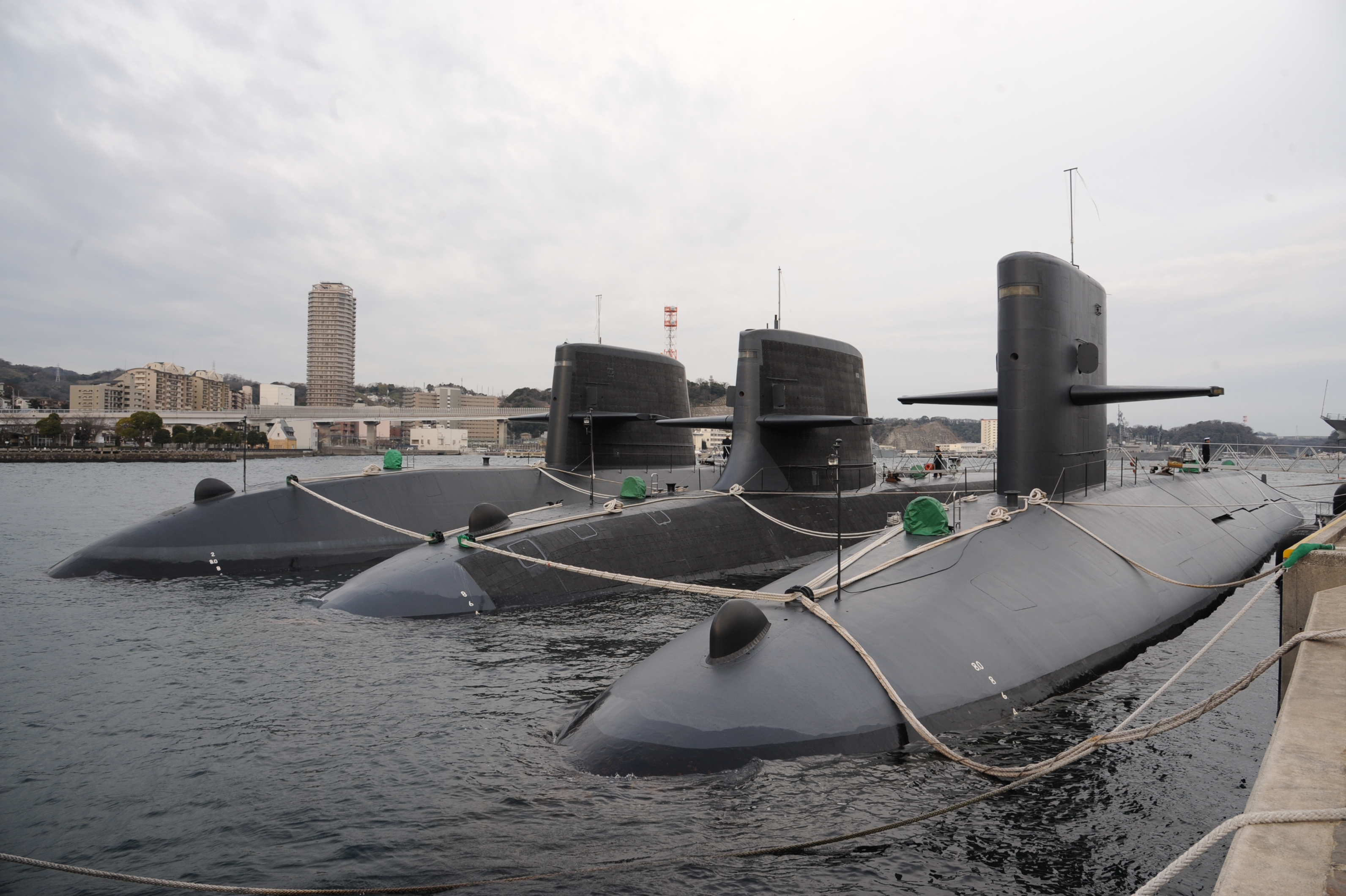

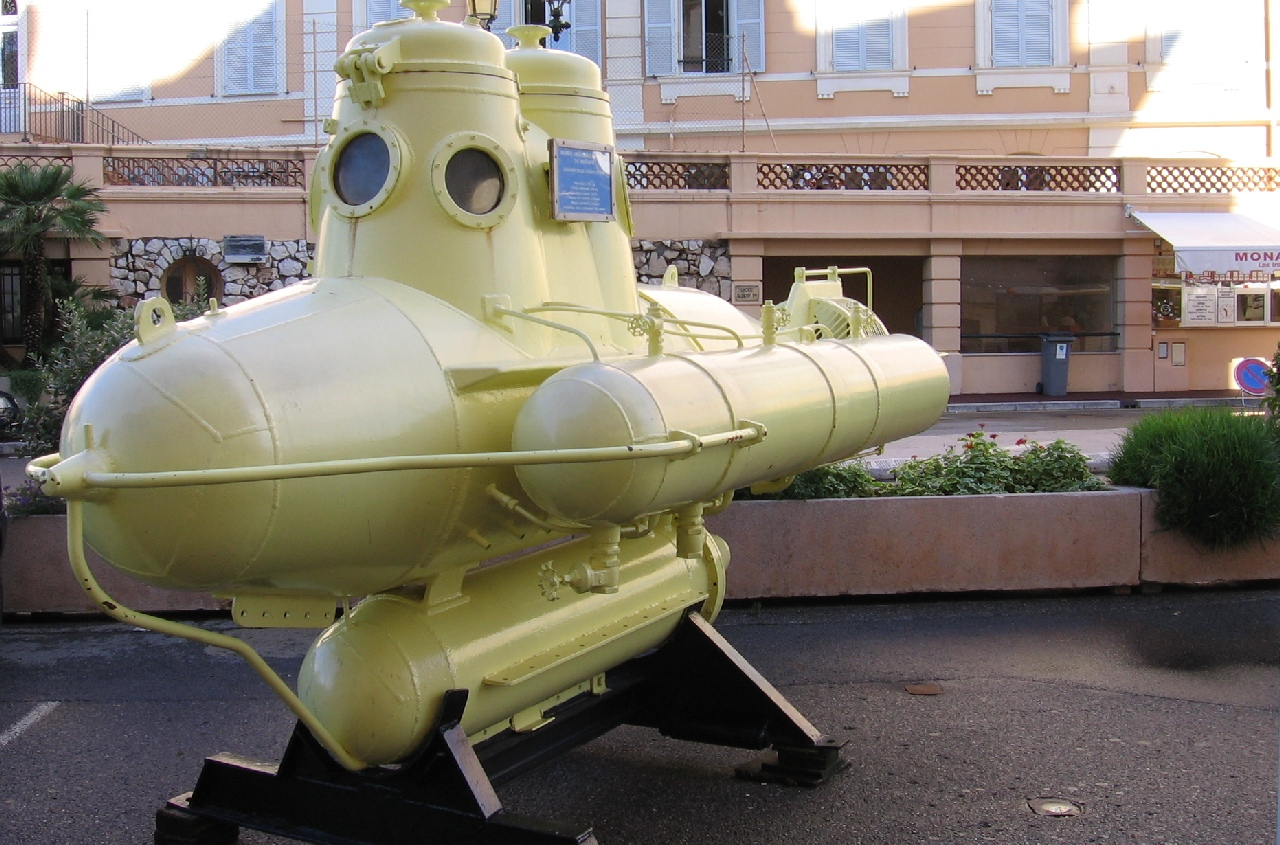
Submarin galben

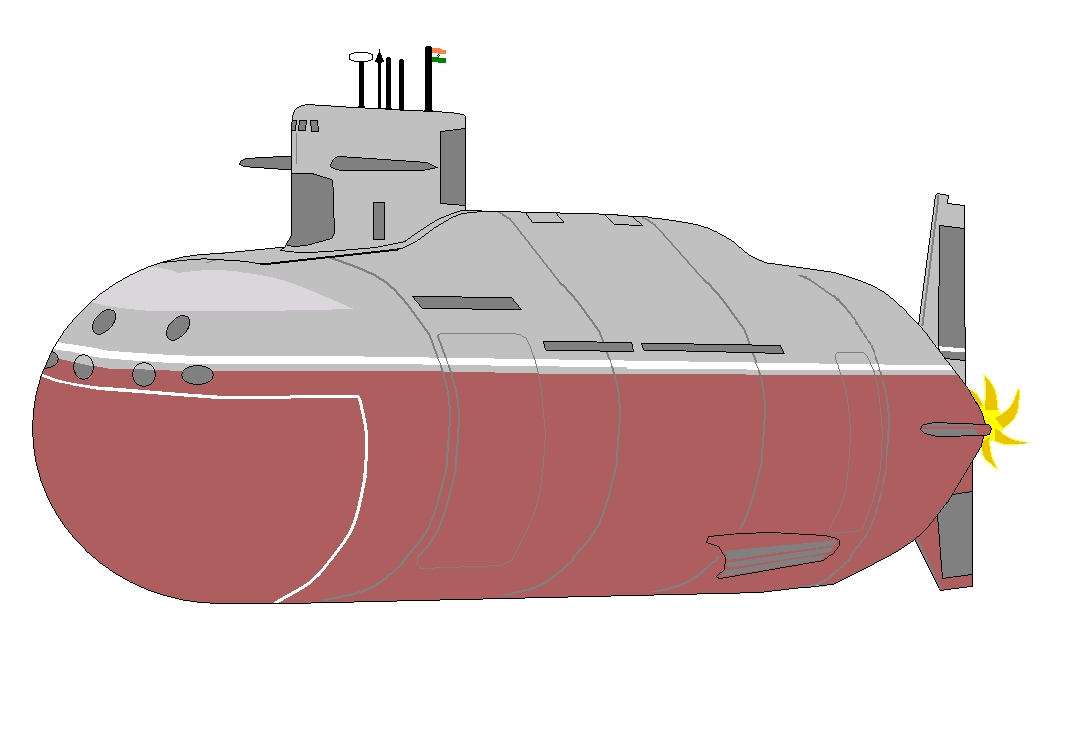

Submarin sau submersibil este o navă care are posibilitatea navigației mixte, la suprafață și în imersiune. Termenul de submarin desemnează în special navele militare în scopul camuflării unui atac, iar submersibil - navele civile de cercetare submarină, intervenție și lucrări la mare adâncime, transport.
Un submarin se poate deplasa sub apă. Acesta poate fi o armă navală mortală, însă poate explora albia mării sau a oceanului și poate efectua reparații ale conductelor subacvatice.
Dovezi legate de o astfel de ambarcațiune ne trimit acum mai bine de 2300 de ani. Aristotel a descris o cameră submersibilă ce era folosită în anul 332 î.H. Aceasta a fost folosită de marinarii lui Alexandru cel Mare. Există dovezi și în China Antică cu privire la existența unui submarin primitiv în jurul anului 200 î.H. De fapt, acest submarin se pare că se deplasa pe fundul mării.
După mai multe secole, în 1578, William Borne a proiectat primul design de submarin. Acesta includea tancuri de balast care erau folosite pentru a scufunda și pentru a aduce la suprafață ambarcațiunea. Din nefericire acest submarin nu a trecut dincolo de proiect.
Mai târziu, submarinele din secolul al XVII-lea și al XVIII-lea, au fost vase în formă de butoaie, dirijate de elice manuale sau de vâsle. Primul submarin de succes a fost construit în 1620 de olandezul Cornelis Drebbel.
Acesta a proiectat un submersibil de lemn încastrat în piele. Putea transporta 12 vâslași și un total de 20 de oameni. În mod surprinzător, vasul putea ajunge la o adâncime de 20 m și se putea deplasa 10 km.
Inginerul american Robert Fulton (1765-1815) a încercat să facă Marina Franceză să fie interesată de submarinul lui, în 1800, însă fără succes. Submarinele au fost încercate în Războiul Civil American (1861-1865), iar Marina S.U.A. a folosit primul submarin practic, construit de inventatorul irlandez John P. Holland (1840-1914).
Submarinele armate cu torpile au scufundat nave în ambele războaie mondiale. Acestea erau dotate cu motoare electrice pentru deplasarea sub apă, însă se mișcau mai rapid la suprafață, folosind motoare diesel pentru reîncărcarea bateriilor motoarelor electrice. S.U.A. a lansat primul submarin nuclear în 1955.
Într-un submarin nuclear, majoritatea spațiului este ocupat de turbinele care îl conduc și de reactor.
Submarinele germane utilizate în timpul celui de-al Doilea Război Mondial puteau atinge adâncimi de 300 m. Datorită echipării cu tuburi de alimentare cu aer, în 1943 submarinele germane puteau rămâne sub apă timp de 24 de ore.
Cele mai mari submarine sunt cele din clasa „Taifunului Rus”, cu lungimea de 172 m și lățimea de 22,8 m, capabile să se scufunde la 500 m adâncime și să navigheze cu aproximativ 30 noduri – adică 55 km/h. Fosta Uniune Sovietică a construit cel mai rapid submarin din lume, care atingea 83 km/h, însă a fost produs un singur exemplar de acest tip. Există și submarine micuțe, care transportă doar una sau două persoane. Cel mai mic submarin din lume a fost construit de oamenii de știință din Australia și are doar 40 cm lungime. Se pare că o companie americană construiește un „submarin zburător” fără echipaj uman, care ar putea fi lansat ca o rachetă, de pe un „submarin-mamă”, la care s-ar putea întoarce ulterior.
Toate submarinele, atât cele nucleare, cât și cele diesel-electrice, imersează la fel. Când se pregătește de scufundare, un submarin își umple cu apă tancurile de imersiune până când vasul devine neutru din punct de vedere al portanței. Aceasta înseamnă că densitatea medie a vasului este aceeași cu a apei din jurul său, adică vasul nu plutește și nici nu se scufundă.
Dacă un submarin trebuie să facă o scurtă vizită la suprafață, el urcă orientându-și în sus suprafețele de imersiune. Pentru a se întoarce la suprafață pentru o perioadă mai lungă, un submarin folosește în mod normal aer comprimat pentru a expulza apa din tancurile sale de imersiune.
Un submarin nuclear poate rămâne sub apă luni de zile, de aceea trebuie să aibă depozite mari de hrană. Este esențială și prezența unui sistem de climatizare. Acesta menține aerul la o temperatură confortabilă, elimină dioxidul de carbon expirat de oameni și îl înlocuiește cu oxigen. Oxigenul este produs la bord prin folosirea curentului electric pentru a descompune apa mării în componentele sale principale: hidrogen și oxigen. Apele reziduale se depozitează în rezervoare, fiind pompate din când în când în apă.
Apa mării se distilează pentru a asigura echipajului apă de băut. Apa sărată a mării se fierbe, aburii produși se răcesc pentru a fi transformați în apă pură, strânsă apoi în alt recipient. Sarea și alte impurități rămân în boiler. Forma submarinului facilitează deplasarea în apă cu rezistență minimă.
Dacă un submarin defect nu poate să urce la suprafață, dar este etanș, stabil și stă pe fundul mării la o adâncime nu foarte mare, atunci echipajul poate folosi trapele de salvare. Membrii echipajelor submarinelor britanice avariate folosesc o vestă de salvare asemănătoare cu o glugă pentru a urca la suprafață. Când intră în turnul de salvare, membrul echipajului își umflă vesta conectând-o la un dispozitiv de alimentare cu aer. Apoi, o data inundată, camera se deschide și membrul echipajului pur și simplu urcă liber la suprafață, respirând normal în interiorul vestei de salvare.
Echipajul unui submarin eșuat la adâncimi extreme nu se poate retrage prin această metodă, deoarece corpul uman nu rezistă la presiunea mare a apei. Singura cale de scăpare este prin intermediul unui submarin în miniatură numit submersibil. Flota Militară S.U.A. și Flota Militară Regală a Marii Britanii sunt ambele dotate cu submersibile de salvare. LR5, un tip folosit de Flota Militară Britanică, este coborât în apă de pe un vas de la suprafață și apoi ghidat spre submarinul aflat în sinistru maritim. Un coș metalic, numit lizieră de transfer, se potrivește la trapa de urgență a submarinului și asigură echipajului o cale de a trece în submersibil pentru călătoria înapoi la suprafață.
Tot submersibile sunt și submarinele utilizate în scopuri științifice și industriale. Unele sunt fără echipaj și sunt telecomandate, explorând oceanele. Altele, ca Alvin (S.U.A.) pot avea trei oameni la bord. Alvin poate atinge o adâncime de 4000 m și a fost folosit pentru localizarea depozitelor minerale din oceane.
Submarinele au parcurs un drum lung de la cele din China anului 200 î.H. și până astăzi. Au fost descoperite noi căi de propulsie, de realimentare cu aer în timp ce sunt încă sub apă, de comunicație, de control al adâncimii și armament. Într-adevăr, submarinul joacă un rol important în istoria omenirii.

## Istoric

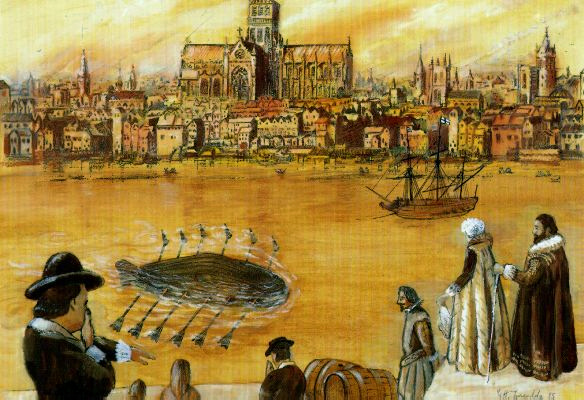
Submarinul lui Drebbel

- 1472: Venețianul Robert Valturio proiectează un submarin din lemn cu propulsie manuală.
- 1578: Englezul William Bourne proiectează un submarin prevăzut cu un sistem de balast acționat de vinciuri cu șurub
- 1620: Olandezul Cornelius Van Drebbel construiește un submarin dotat cu un sistem de împrospătare a aerului, încercându-l în Tamisa
- 1644: Abatele Mersenne proiectează un submarin metalic în formă de pește dotat cu un dispozitiv de aspirare a aerului (schnorkel)
- 1653: Danezul De Son folosește propulsia cu zbaturi la barca submersibilă pe care a conceput-o
- 1729: Submarinul realizat de Nathaniel Symons reușește o scufundare de 45 minute în râul Dart
- 1776: David Bushnell construiește submarinul The Turtle pe care-l folosește în războiul pentru independență din America; Turtle se putea deplasa în imersiune cu o viteză de 1 Nd
- 1797: Robert Fulton înaintează guvernului francez proiectul submarinului Nautilus care va fi construit la Rouen în anul 1800 și încercat în bazinul portuluiLe Havre; Nautilus avea 6,5 m în lungime, lat de 2 m și propulsat de o velă la suprafață și cu elice manuală în imersiune; în anul 1804, acest submarin reușește să scufunde pentru prima dată o navă engleză de suprafață
- 1834: Generalul rus K. A. Schilder construiește un submarin din oțel cu un deplasament de 16 tone
- 1846: Doctorul francez Payerne concepe și realizează Pyrhydrostat, primul submarin destinat unor cercetări științifice
- 1856: La Petersburg este construit un submarin proiectat de inginerul Bauer care va efectua 136 de scufundări reușite

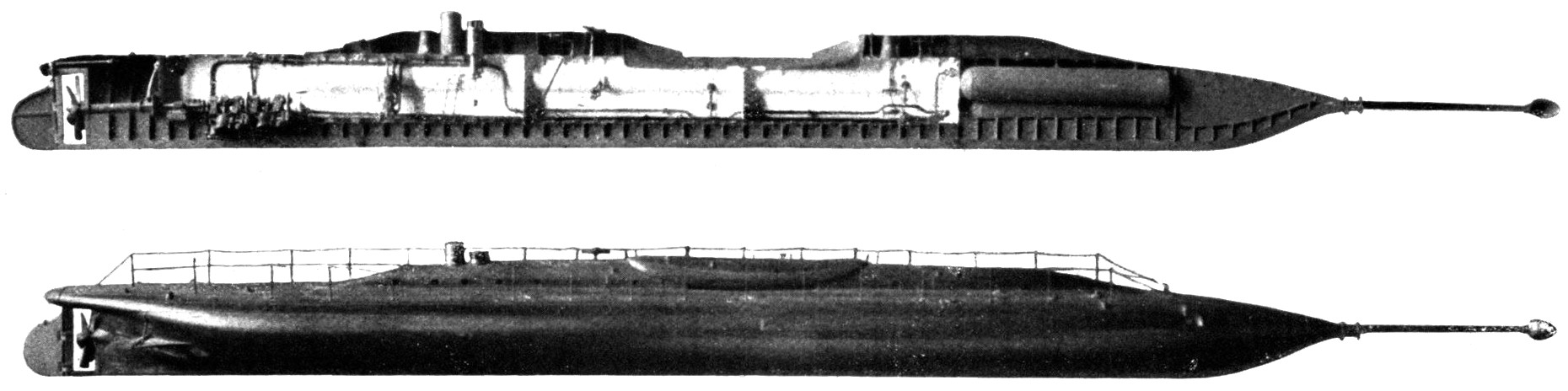
Submarinul Plongeur

- 1863: Bourgeois și Brun realizează submarinul Plongeur, primul propulsat mecanic, de un motor cu aer comprimat de 60 CP, iar în Rusia I. D. Alexandrovki realizează un submarin cu acționare pneumatică ce folosea aer comprimat din butelii speciale; pentru acea vreme acest submarin avea dimensiuni impresionante: deplasament-352 t, lungime-33 m, lățime-4 m și înălțime-3,5 m
- 1875: Inginerul Holland începe construirea în S.U.A. a unei serii de submarine ce urmau să utilizeze în imersiune motoare electrice, iar la suprafață mașini cu abur
- 1882: Inginerul din Galați Traian Teodorescu brevetează la Londra un submersibil a cărui construcție începe la șantierele Escher, Wis et Comp
- 1885: Gustav Zédé concepe și realizează submarinul Gymnote dotat cu un motor electric capabil să-i ofere o viteză de 8 Nd în imersiune
- 1887: Claude Désiré Goubet construiește un submarin de 6 t pe care l-a încercat în portul Cherbourg
- 1891: Jean Rey inventează periscopul
- 1914-1918: Primul război mondial concsacră importanța submarinelor militare
- 1915: Fizicianul Paul Langevin inventează sonarul cu care pot fi detectate submarinele aflate în imersiune
- 1939-1945: În timpul celui de-al doilea război mondial submarinele germane (U-boot) au scufundat nave din flota Antantei însumând cca 11 milioane tone, mai multe pierderi de nave decât toate celelalte mijloacele clasice de luptă
- 1955: Este lansat la apă Nautilus, primul submarin cu propulsie nucleară
- 1958: Submarinele atomice Nautilus și Skate trec Polul Nord pe sub calota de gheață. Submarinul Skate iese la suprafață prin calota de gheață chiar în punctul de latitudine zero. O performanță asemănătoare o realizează câteva luni mai târziu și submarinul sovietic Leninskii Komsomol
- 1963: Drama submarinului atomic Thresher în care dispar 129 de marinari
- 2000: În urma unui accident tragic, submarinul atomic rus Kursk s-a scufundat în Marea Barents, la o distanță de 175 km de orașul Severomorsk, la adâncimea de 108 metri

## Tipuri de submarine
După tipul propulsiei, există submarine clasice, nucleare și submarine Walter.

### Submarine clasice
Submarinele clasice utilizează motoare Diesel și pot fi:
- mari - cu un deplasament de 2 000 ... 3 000 tone, viteză de 15 ...20 Nd, adâncime de scufundare de 150 ... 250 m , rază de acțiune de până la 20 000 Mm;
- mijlocii - cu deplasament de 750 ...1 500 tone, viteză de 15 ...20 Nd, adâncime de scufundare de 100 m, raza de acțiune de 10 000 Mm;
- mici - cu deplasament de 350 ...700 tone, viteză de 10 ...14 Nd;
- pitice (sau de buzunar) - cu deplasament de 20 ...50 tone, viteză de 10 ...12 Nd.

După destinație submarinele clasice pot fi:
- de luptă
- de transport
- purtătoare de mină
- torpiloare
- purtătoare de rachete.

În general submarinele clasice au două corpuri, unul interior sau de rezistență și unul exterior din table subțiri. Corpul interior este destinat amplasării echipajului și a mecanismelor important vitale, cel exterior - tancurilor și mecanismelor auxiliare. La mijlocul submarinului se află postul central de comandă deasupra căruia se află chioșcul ce adăpostește periscoapele, antenele, schnorkelul (un dispozitiv-tub prin care se alimentează cu aer motoarele Diesel), și etanș. Pupa și prora (primul și ultimul compartiment), de cele mai dese ori, au amplasate tuburi de lansare a torpilelor și minelor. Orice submarin are un dublu deplasament, de suprafață și de imersiune, acesta din urmă fiind egal cu cel de suprafață plus greutatea apei care umple tancurile de balast. Unele submarine în afara armelor principale ca torpile, mine și rachete sunt dotate cu mitraliere, piese ușoare de artilerie sau chiar cu un mic hidroavion. La suprafață submarinele clasice navigă cu motoarele Diesel, iar în imersiune cu motoare electrice alimentate de la acumulatori. Încărcarea acumulatorilor se face de la generatoare de curent continuu în imersiune, antrenate de motoarele Diesel în timpul navigației la suprafață sau la cota periscopică cu schnorkelul ridicat.

Submarinele au instalații de ventilație și regenerare a atmosferei interioare, de propulsie, de guvernare, de balast, de asietă, de compensare a variațiilor de flotabilitate, aparatură de comunicații și de navigație, dispozitive de salvare etc. De asemenea sunt dotate cu instalații de luptă cum ar fi dispozitive de lansat torpile, mine sau rachete, magazii de muniții etc.

Submarinele clasice Diesel-electrice prezintă avantajul că sunt mai mici și mai puțin costisitoare, iar deplasarea lor foarte silențioasă face greu de depistat de detectorii sonori ai unui submarin inamic, altă navă sau de un locator staționar.

### Submarine nucleare
Primul submarin nuclear a fost USS Nautilus lansat în 1955 de Flota Militară S.U.A.. Având o încărcătură de uraniu în reactorul nuclear ce nu era mai mare decât o minge de golf, Nautilus a parcurs peste 110 000 km în doi ani, fără a trebui realimentat.

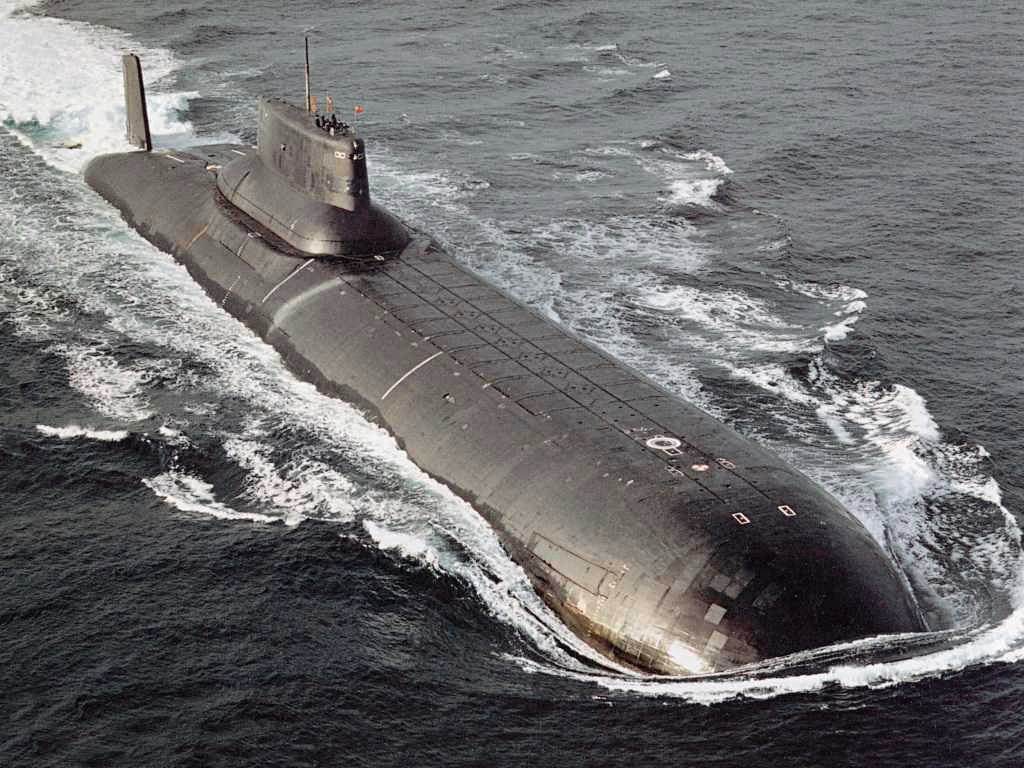
Submarin rusesc cu propulsie nucleară (clasa Typhoon), purtător de rachete balistice.

Submarinele cu propulsie nucleară pot fi:
- strategice, cu un deplasament de 5 000 ... 7 000 tone, viteză de până la 30 Nd la suprafață și de 20 Nd în imersiune, adâncime de scufundare de 300 .. 600 m, dotate cu rachete balistice cu încărcătură nucleară
- tactice sau de atac cu un deplasament de 3 000 ... 5 000 tone viteză de 20 Nd în imersiune, dotate cu torpile, rachete-torpilă sau cu rachete nucleare.

Submarinele nucleare datorită deplasamentului și autonomiei lor deosebit de mari, prezintă un confort și siguranță sporită, precum și o îmbunătățire funcțională și dezvoltare corespunzătoare a tuturor instalațiilor și dispozitivelor de bord.

Submarinele cu propulsie nucleară sunt însă foarte costisitoare și doar flotele militare ale celor mai dezvoltate țări și le pot permite.
În timpul Războiului Rece, S.U.A. și U.R.S.S. și-au construit flote mari de submarine nucleare.
Cele mai mari submarine cu propulsie nucleară sunt cele dotate cu rachete balistice cu rază mare de acțiune, purtând focoase nucleare. Cunoscute sub denumirea de SSBN (Nuclear Powered Balistic Missile Submarine), acestea pot lansa rachetele pe sub apă, pentru a lovi ținte la mii de kilometri depărtare. 

Submarinele SSBN se afla în dotare în flotele militare din S.U.A., Rusia, Marea Britanie, Franța și China.

### Submarine Walter
Sunt submarine dotate cu instalație de propulsie bazată pe ciclul Walter cu folosirea de perhidrol.

## Submarine românești
Forțele Navale Române au avut în dotare un total de nouă submarine, opt au luptat în timpul celui de-al doilea război mondial, cele mai cunoscute fiind Delfinul, Marsuinul și Rechinul.

În afara acestor trei submarine, marina română a mai avut încă cinci submarine pitice clasa CB. Dintre acestea numai două au devenit operaționale și au efectuat misiuni de recunoștere. După 23 august 1944, au fost luate și folosite de Uniunea Sovietică până în 1945 când au fost demontate pentru piese.
În anul 1985 la șantierul naval din Nijni Novgorod, Uniunea Sovietică, începe construcția unui submarin din clasa Kilo, unul dintre cele mai silențioase și greu de reperat submarine din lume. Acesta urma să devină succesorul primului submarin românesc, fiind numit Delfinul II. Oficialitățile comuniste românești plătesc în jur de 60 de milioane de dolari pentru acest submarin, al doilea din lume din punct de vedere al performanțelor în acel moment și este livrat în 1986.

## Tipuri de submersibile
Există două mari grupe de submersibile: cu echipaj uman și fără echipaj uman.
Cele cu echipaj uman pot fi autopropulsate sau remorcate.

Submersibilele autopropulsate din punct de vedere al compartimentări pot fi :
- uscate - cu toate compartimentele la presiune atmosferică (se mai numesc batiscafuri sau mezoscafuri)
- umede - cu toate compartimentele la presiunea mediului ambiant
- mixte - având atât compartimente la presiune atmosferică cât și compartimente presurizabile ce permit ieșirea și intrarea scafandrilor (submersibilul lock-in/lock-out)

După adâncimea de scufundare submersibilele pot fi:
- de mică adâncime-până la 600 m
- de medie adâncime-600-2000 m
- de mare adâncime-peste 2000 m.

Submersibilele fără echipaj uman sunt telecomandate și pot fi:
- de observație-tip ROV
- de intervenție-tip CURV (Controled Underwater Remote Vehicle)

### Submersibile românești
Între anii 1979-1981, la IRCM (Institutul Român de Cercetări Marine) din Constanța fost conceput și realizat SC-200, un submersibil de mici dimensiuni destinat cercetărilor submarine, până la adâncimea de 200 m. A fost lansat la apă pe data de 6 august 1981 și omologat la 25 noiembrie 1982.